# Henry Mellus
Henry Mellus  (ur. 24 sierpnia 1816, zm. 26 grudnia 1860) – amerykański polityk, ósmy burmistrz Los Angeles. Zmarł w trakcie urzędowania 26 grudnia 1860.
Pochodził z Bostonu, do Kalifornii przybył w 1835 roku. Był kupcem, założył i prowadził firmę Mellus & Howard Co., w Yerba Buena, które wkrótce miało zostać nazwane San Francisco.